# A-Studio
A-Studio (in russo А-Студио?), in precedenza Alma-Ata Studio, è un gruppo musicale kazako attivo dal 1982.

## Formazione
Attuale
- Keti Topuria – voce
- Baigali Serkebaev – tastiere
- Vladimir Mikloshich – basso

Ex membri
- Baglan Sadvakasov – chitarra
- Tamerlan Sadvakasov
- Najib Vildanov
- Batyrkhan Shukenov – voce, sassofono
- Bulat Syzdykov – chitarra
- Sagnay Abdullin
- Polina Griffith – voce
- Fedor "Federico" Dossumov

## Discografia
- 1988 – Put' bez ostanovok
- 1990 – Džulija
- 1993 – A-Studio
- 1994 – Soldat ljubvi
- 1995 – A-Studio Live
- 1996 – Neljubimaja
- 1997 – The Best
- 1998 – Grešnaja strast'
- 2001 – Takie dela
- 2005 – Uletaju
- 2007 – 905
- 2008 – Total
- 2010 – Volny